# Beyeria
Beyeria é um género botânico pertencente à família Euphorbiaceae.

## Sinonímia
- Beyeriopsis Müll.Arg.
- Calyptrostigma Klotzsch
- Clavipodium Desv. ex Grüning

## Espécies
Apresenta 26 espécies: 
| - Beyeria backhousii - Beyeria bickertonensis - Beyeria brevifolia - Beyeria calycina - Beyeria cinerea - Beyeria cyanescens - Beyeria cygnorum - Beyeria drummondi - Beyeria drummondii | - Beyeria gardneri - Beyeria lasiocarpa - Beyeria latifolia - Beyeria lechenaultii - Beyeria ledifolia - Beyeria lepidopetala - Beyeria leschenaultii - Beyeria leschenaultia - Beyeria loranthoides | - Beyeria oblongifolia - Beyeria opaca - Beyeria similis - Beyeria subtecta - Beyeria tristigma - Beyeria uncinata - Beyeria virgata - Beyeria viscosa |

## Nome e referências
Beyeria Miq.